# Uwaisi
L'Uwaisi (en arabe : أُوَيْس), aussi appelé silsila (chaîne de transmission) ou tariqa (voie) est une forme de transmission spirituelle du soufisme, nommée d'après Uwais al-Qarni. Il se réfère à la transmission de la connaissance spirituelle entre deux personnes sans la nécessité d'une interaction directe entre-elles.

## Provenances
Dans la science de la spiritualité du soufisme, la transmission de l'Uwaisi a lieu lorsque les esprits des croyants vertueux (saliheen, awliya) se rencontrent dans le monde appelé `alam al-arwaah (le monde des esprits) qui est au-delà de `alam al-ajsam (le plan matériel). Celui qui acquiert la connaissance par la spiritualité d'un maître en alam al-arwaah est appelé « Uwaisi ». Ce moyen de transmission est considéré comme aussi puissant et efficace que la relation physique entre maître et disciple.
Le terme « Uwaisi » est dérivé du nom d'Uwais al-Qarni, qui n'a jamais rencontré le prophète Mahomet en personne,, mais qui était pleinement conscient de sa présence spirituelle à tous les moments de sa vie.

Dans Classical Islam and the Naqshbandi Sufi Tradition d'Hisham Kabbani, on peut lire ce qui suit :
Le signe de la faveur d'Allah Tout-Puissant et Exalté sur son serviteur est d'autoriser l'un de Ses saints à élever ce serviteur à la Présence Divine. C'est pourquoi beaucoup de saints qui sont venus dans les temps précédents ont été des guides pour ceux qui sont venus après à travers cette connexion spirituelle (Uwaisi). On sait que beaucoup de saints ont été guidés et formés par des prophètes et d'autres saints qui les ont élevés.

## Courants occidentaux contemporains
Silsila Owaisi est un ordre soufi Uwaisi actif au Royaume-Uni, dirigé par le cheikh Banaras Owaisi. Il exploite un organisme de bienfaisance et offrent des services de guérison spirituelle.
L'Ordre d'Uwaysi, une branche chiite de la Kubrawiya, a été apporté à l'Ouest par son cheikh, Shah Maghsoud Angha. Il existe deux branches contemporaines récentes et distinctes de l'Ordre Uwaisi en Occident, à la suite de longs conflits juridiques entre les descendants de Shah Maghsoud. L'une est le Maktab Tarighat Oveyssi Shahmaghsoudi, dirigée par Nader Angha, le fils de Shah Maghsoud. L'autre est le Uwaiysi Tarighat, dirigé par la fille de Shah Maghsoud, Nahid Angha et son mari, Ali Kianfar. Le couple a cofondé l'Association internationale du soufisme.

## Personnalités nommées Uwaisi
Uwaisi est aussi un nom porté par les personnes qui prétendent avoir été initiées par la méthode Uwaisi, ou par ceux qui prétendent être des descendants d'Uwais al-Qarni. L'un des détenteurs est la famille Owaisi d'Hyderabad, en Inde, l'une des plus importantes familles politiques et musulmanes soufies de la ville, y compris :
- Cheikh Banaras Owaisi
- Khaja Syed Muhammed Hashmi Owaisi Qibla
- Khaja Syed Anwar Hashmi Owaisi Qibla
- Khaja Syed Owais Hashmi Owaisi Qibla
- Khaja Syed Ather Hashmi Owaisi
- Khaja Syed Akhter Hashmi Owaisi
- Sultan Salahuddin Owaisi
- Asaduddin Owaisi
- Akbaruddin Owaisi

## Sources et références
- (en) Cet article est partiellement ou en totalité issu de l’article de Wikipédia en anglais intitulé « Uwaisi » (voir la liste des auteurs).

1. ↑  (en) « The story of Uwais Al-Qarni – Sahih Muslim | AbdurRahman.Org » , sur web.archive.org, 23 juillet 2009 (consulté le 7 novembre 2023).
2. ↑  (en) « Uwaysi Connection » , sur naqshbandi.org, 24 mai 2021 (consulté le 7 novembre 2023).
3. ↑  (en) Arife Ellen Hammerle, The Sacred Journey: Unfolding Self Essence, International Association of Sufism, 2000, 81 p. (ISBN 0-918437-21-0, lire en ligne)
4. ↑  (en) « The Hidden Owaisi Treasure » , sur medinaghosia.org (consulté le 7 novembre 2023).
5. ↑  (en) Shaykh M. Hisham Kabbani, Classical Islam and the Naqshbandi Sufi Tradition, Islamic Supreme Council of America, 2004, 936 p. (ISBN 1-930409-23-0, lire en ligne)
6. ↑  (en) « Medina Ghosia » , sur Medina Ghosia (consulté le 7 novembre 2023).
7. ↑  (en) « Sufism, Sufis, and Sufi Orders: Sufism's Many Paths » , sur Islam and Islamic Studies Resources (consulté le 7 novembre 2023).
8. ↑  (en) « 96-15002 - US 9th Circuit » , sur caselaw.findlaw.com (consulté le 7 novembre 2023).
9. ↑  (en) « About » , sur ias.org (consulté le 7 novembre 2023).